# Macropanesthia ferrugineipes
Macropanesthia ferrugineipes är en kackerlacksart som först beskrevs av Brunner von Wattenwyl 1893.  Macropanesthia ferrugineipes ingår i släktet Macropanesthia och familjen jättekackerlackor. Inga underarter finns listade i Catalogue of Life.